# Nothomiza perichora
Nothomiza perichora là một loài bướm đêm trong họ Geometridae.